# Valelhas
Valelhas (en francès Valeilles) és un municipi francès situat al departament de Tarn i Garona i a la regió d'Occitània.

## Demografia
| 1962                                       | 1968 | 1975 | 1982 | 1990 | 1999 | 2007 |
| ------------------------------------------ | ---- | ---- | ---- | ---- | ---- | ---- |
| 197                                        | 239  | 263  | 250  | 290  | 266  | 233  |
| Des de 1962: població sense dobles comptes |      |      |      |      |      |      |

## Administració
| Període   | Identitat         | Partit |
| --------- | ----------------- | ------ |
| 1892-1919 | Jacques Descazals |        |
| 1920-1967 | Jean Brunet       |        |
| 1967-1971 | Fernand Pomiés    |        |
| 1971-1977 | Mesmin Beragnes   | PRG    |
| 1977-2008 | Etienne Brunet    | PRG    |
| 2008-     | Michel Rouquier   |        |